# اندیس رونیز
رونیز یک اندیس فلزی است که در حوالی شهر رونیز استان فارس قرار دارد و مادهٔ معدنی موجود در آن، مس است.  